# Каласка-Кастільйоне
Каласка-Кастільйоне (італ. Calasca-Castiglione, п'єм. Calasca e Castioj) — муніципалітет в Італії, у регіоні П'ємонт,  провінція Вербано-Кузіо-Оссола.
Каласка-Кастільйоне розташована на відстані близько 580 км на північний захід від Рима, 120 км на північ від Турина, 36 км на північний захід від Вербанії.
Населення — 657 осіб (2014).
Щорічний фестиваль відбувається 17 січня. Покровителі — святий Антоній Великий.

## Демографія
Населення за роками:

Станом на 1 січня 2023 року в муніципалітеті офіційно проживав 21 іноземець з 8 країн, серед них 5 громадян країн Євросоюзу та 12 громадян України.

## Сусідні муніципалітети
- Антрона-Ск'єранко
- Банніо-Анцино
- Палланцено
- П'єдімулера
- П'єве-Вергонте
- Римелла
- Боргомеццавалле
- Вальстрона
- Ванцоне-кон-Сан-Карло